# Parlement hanséatique
Le Parlement hanséatique (Hanse Parlament) est une association de plus de 50 chambres de commerce (chambres de métiers, et autres organismes similaires) de la région de la mer Baltique. Son objectif est de promouvoir les petites et moyennes entreprises (PME), en particulier dans les domaines de la qualification, la recherche et l'innovation. Les pays concernés coopèrent étroitement avec le secteur public, mais le parlement est une organisation non gouvernementale à but non lucratif. l'Académie de la mer Baltique 
Le Parlement Hanséatique a été créé en 2004. À l'origine, son siège se trouvait à Copenhague, mais celui-ci s’est déplacé à Hambourg, où il se trouve encore actuellement. L’association s’est inspirée de la Ligue hanséatique, une organisation commerciale datant de la fin du Moyen  Âge, mais le parlement ne se concentre que sur la région de la mer Baltique, contrairement à la Ligue hanséatique qui elle, avait un champ d’action bien plus vaste. Le Parlement hanséatique cherche à promouvoir une identité commune dans la région de la mer Baltique, par exemple par le biais de la Conférence hanséatique qui a lieu chaque année, au cours de laquelle des universitaires, des hommes politiques et des hommes d'affaires débattent de sujets liés à la culture. 
L'organisation met en œuvre plusieurs projets financés par l'Union européenne, ainsi que des projets phares dans le cadre de la stratégie de l'UE pour la région de la mer Baltique, qui a été lancée en 2009. En 2010, le Parlement hanséatique a créé la Baltic Sea Academy, un réseau à but non lucratif de 15 institutions universitaires, dont l'objectif commun est de combler le vide entre les institutions de R&D et les PME. 

## Les Conférences hanséatiques
Chaque année, le Parlement hanséatique accueille la "Conférence hanséatique", une conférence de deux jours accueillant jusqu'à 120 participants issus du monde de l'entreprise, de la politique ainsi que du monde académique, pour débattre sur le thème de l'économie moyenne. La conférence est le fruit d'une participation très animée des différents participants. Après deux ou trois présentations, ceux-ci discutent, et imaginent de possibles scenarios pour l’avenir. Les réunions attirent des personnes de renom, à savoir le commissaire européen Günther Oettinger en 2011, ou encore le commissaire européen Johannes Hahn, le commissaire européen Algirdas Šemeta, le ministre de la Défense de Lettonie Artis Pabriks en 2013. À la suite des conférences, des présentations, des documents universitaires  idées des discussions sont publiés dans un livre rédigé par l'Académie de la mer Baltique.  

## Voir également
- Ligue hanséatique
- Petite ou moyenne entreprise